# Osso dos Libombos
O osso dos Libombos, descoberto nos Montes Libombos, em Essuatíni, e datado de aproximadamente 35000 anos A.C. Tal osso consiste em 29 entalhes feitos em uma fíbula (ou perônio) de um babuíno. Este artefato recorda os bastões-calendário ainda usados por alguns clãs de coissãs da Namíbia[carece de fontes?]. É o mais antigo artefato matemático.
O arqueólogo Peter Beaumont, responsável pelo extenso trabalho na área, observou que os 7,7 centímetros de osso longo assemelham-se a varas do calendário ainda em uso hoje por clãs coissãs na Namíbia. Os antigos coissãs usavam para calcular números e medir a passagem do tempo. Acredita-se que haja uma íntima ligação entre o osso e a medição do ciclo menstruação das mulheres, já que este media os ciclos lunares.

## Outros artefatos
Registraram-se outras descobertas de ferramentas de contagem (paus ou ossos com vários cortes), encontrados ao longo de todo o mundo. O osso de Ishango, um fíbula de babuíno de 18.000 anos, foi encontrado no até então conhecido Congo Belga. Uma tíbia de lobo de 32 000 anos que conta com 57 traços, agrupados em 5 grupos, foi encontrada na Checoslováquia em 1937.